# Комиссариатский переулок
Комиссари́атский переу́лок (бывш. Козьмодемьянский, Космодамианский переулок) — переулок в Центральном административном округе города Москвы. Проходит от Космодамианской набережной до Садовнической набережной, к западу от здания Нового Кригскомиссариата. Нумерация домов ведётся от Садовнической набережной; фактически, все дома по переулку приписаны к набережным либо к пересекаемой им Садовнической улице.

## Происхождение названия
Новый Кригскомиссариат — памятник архитектуры федерального значения, выстроен в 1778—1780 Никола Леграном. Первоначально — здание тыловых управлений российской армии с собственными складами. В наше время — штаб Московского военного округа.

## История
Возник в 1731 году при строительстве Кригскомиссариата на месте одноэтажной застройки тогдашних Нижних Садовников. Историческое название — Козьмодемьянский — по храму свв. Козьмы и Дамиана, находившегося на месте дома 51 по Садовнической улице. С начала 1910-х — Комиссариатский переулок. В 1870-х — 1920-х годах был соединён с Замоскворечьем старым Комиссариатским мостом через Водоотводный канал. Существующий Комиссариатский мост выстроен в 1930 западнее, по трассе Большого Устьинского моста. Квартал к западу от Кригскомиссариата (между Космодамианской набережной и Садовнической улицей) был реконструирован в 1940-х гг., застройка к югу от Садовнической улицы — сохраняет дореволюционный облик. До середины 1990-х гг. переулок был проезжим по всей длине, но в настоящее время северный его сегмент, примыкающий к штабу МВО, перегорожен коваными решётками (пешеходный проход — вдоль дома 51 по Садовнической улице).

## Транспорт
- Электробус 538 от Павелецкого вокзала до остановки «Комиссариатский переулок»